# Benito Sarti
Benito Sarti (Pádua, 23 de julho de 1936 — Pádua, 4 de fevereiro de 2020) foi um futebolista italiano, que atuava como zagueiro. Foi jogador do Padova e do Sampdoria, mas desempenhou grande parte de sua carreira no Juventus, de 1959 a 1968. Também fez parte da Seleção Italiana de Futebol em 6 ocasiões, entre 1958 e 1961.